# Västersjön (Hyltinge socken, Södermanland)
Västersjön är en sjö i Flens kommun i Södermanland och ingår i Nyköpingsåns huvudavrinningsområde. Sjön har en area på 0,637 kvadratkilometer och ligger 22,3 meter över havet. Sjön avvattnas av vattendraget Malmaån (Smedstorpsån).

## Delavrinningsområde
Västersjön ingår i det delavrinningsområde (655424-155648) som SMHI kallar för Utloppet av Västersjön. Medelhöjden är 38 meter över havet och ytan är 3,98 kvadratkilometer. Räknas de 10 avrinningsområdena uppströms in blir den ackumulerade arean 130,61 kvadratkilometer. Malmaån (Smedstorpsån) som avvattnar avrinningsområdet har biflödesordning 3, vilket innebär att vattnet flödar genom totalt 3 vattendrag innan det når havet efter 73 kilometer. Avrinningsområdet består mestadels av skog (61 procent) och jordbruk (11 procent). Avrinningsområdet har 0,63 kvadratkilometer vattenytor vilket ger det en sjöprocent på 15,9 procent.